# Palaemonias
Palaemonias (Hay, 1901) — рід прісноводних креветок родини Atyidae, що об'єднує у собі два види печерних креветок-альбіносів, які знаходяться під загрозою зникнення. Як і більшість інших троглобіонтів, особини роду Palaemonias мають редуковані органи зору.

## Види
Рід Palaemonias включає всього два види креветок, обидва з яких мають особливий природоохоронний статус:
- Palaemonias alabamae Smalley, 1961 (Алабамська печерна креветка)
- Palaemonias ganteri Hay, 1901 (Кентуккійська печерна креветка)

P. alabamae мешкає всього у п'яти печерах, які знаходяться у окрузі Медісон (штат Алабама, США) та входить до Червоного списку МСОП з 1996 року. Проблема порятунку P. ganteri гостро постала ще раніше — у 1983 році, проте до списку МСОП цей вид було включено лише 11 років потому. Кентуккійська печерна креветка є ендеміком національного парку «Мамонтова печера».
Види розрізняються між собою за розміром (P. alabamae має більші габарити), довшим рострумом алабамської креветки та більшою кількістю шипів на рострумі у неї ж.